# Палюзи
Палюзи (пол. Paluzy) — село в Польщі, у гміні Біштинек Бартошицького повіту Вармінсько-Мазурського воєводства.
Населення — 282 особи (2011).

## Демографія
Демографічна структура станом на 31 березня 2011 року:
|          | Загалом | Допрацездатний вік | Працездатний вік | Постпрацездатний вік |
| -------- | ------- | ------------------ | ---------------- | -------------------- |
| Чоловіки | 135     | 31                 | 92               | 12                   |
| Жінки    | 147     | 32                 | 90               | 25                   |
| Разом    | 282     | 63                 | 182              | 37                   |